# Karl Ludwig Treff
Karl Ludwig Treff (auch Carl Ludwig Treff, * 31. Oktober 1869 in Dortmund; † unbekannt) war ein deutscher Violinist, Dirigent, Komponist und Gesangspädagoge.

## Leben und Werk
Karl Ludwig Treff wurde zunächst als Lehrer ausgebildet. Dann besuchte er das Konservatorium in Sondershausen und absolvierte Gesangsstudien in Florenz. 1892 und 1893 wirkte er als Theaterkapellmeister in Sondershausen und Detmold. Er wirkte anschließend als Musikdirektor in Gera, Antwerpen und Verviers. Von 1910 bis 1921 war er Direktor der Musikschule in Königsberg.
Karl Ludwig Treff schrieb eine Orchesterserenade, Ouverturen, Klavier- und Violinstücke.
Karl Ludwig Treff war mit der Pianistin Lisa Teszaro (geborene Geszonke, * 2. September 1883 in Oslo) verheiratet. Diese war Schülerin von Teresa Carreño und Edvard Grieg.